# Agnorimus pictus
Agnorimus pictus är en skalbaggsart som beskrevs av Moser 1901. Agnorimus pictus ingår i släktet Agnorimus och familjen Cetoniidae.

## Underarter
Arten delas in i följande underarter:
- A. p. tibialis
- A. p. hayashii